# Marmosops handleyi
Marmosops handleyi är en pungdjursart som först beskrevs av Leo Pine 1981. Marmosops handleyi ingår i släktet Marmosops och familjen pungråttor. IUCN kategoriserar arten globalt som akut hotad. Inga underarter finns listade.
Pungdjuret är bara känd från ett litet område i nordcentrala Colombia. Arten vistas där i 1 400 meter höga bergstrakter som är täckta av tropisk regnskog. Individerna är aktiva på natten och äter insekter samt frukter.